# Хромогін Владислав Сергійович
Владисла́в Сергі́йович Хромо́гін — солдат Збройних сил України.

## Бойовий шлях
13 липня 2014 року друга зведена гаубична артилерійська батарея знаходилася в Ізвариному, через інформатора терористи дізналися про її місцерозташування, відбувся обстріл з реактивної артилерії та мінометів терористами з метою недопустити військових до виконання завдання по охороні кордону. Близько 1-ї години ночі в ході розвідки лейтенантом Олександром Богачуком та сержантом Леонтієм Товкачем було виявлено велику колону автомобілів та броньовиків, які, як згодом з'ясувалося, були найманцями із Росії. Українська артилерія почала стріляти на ураження, бій тривав кілька годин, не було часу на обладнання вогневих позицій, укривалися за бронетранспортерами. В часі бою старший солдат Дмитро Дегтяр та солдат Володимир Хромогін були поранені, та бойових позицій не покинули, капітан Дмитро Заболотний під обстрілом зміг здійснити їх доставку до медпункту батальйону, після надання першої допомоги старший лейтенант Дмитро Кушковий їх доставив до госпіталю.

## Нагороди
14 серпня 2014 року — за особисту мужність і героїзм, виявлені у захисті державного суверенітету та територіальної цілісності України, вірність військовій присязі під час російсько-української війни, відзначений — нагороджений орденом «За мужність» III ступеня.